# Walter Giller
Pour les articles homonymes, voir Giller.
Walter Giller, né le 23 août 1927 à Recklinghausen (Allemagne) et mort le 15 décembre 2011 à Hambourg (Allemagne), est un acteur de cinéma allemand.

## Biographie
Il épousa le 5 février 1956 l'actrice autrichienne Nadja Tiller avec laquelle il vécut à Lugano (Suisse) jusqu'en 2007, date à laquelle ils annoncent qu'ils se retirent dans une maison de retraite à Hambourg (Allemagne). Giller âgé de 84 ans y décède d'un cancer le 15 décembre 2011. Le couple eut deux enfants, Natascha et Jan-Claudius.

## Filmographie partielle
- 1949 : Voyage d'artiste (Artistenblut) de Wolfgang Wehrum
- 1954 : Elle de Rolf Thiele
- 1954 : An jedem Finger zehn de Erik Ode
- 1955 : Le Chemin du paradis (Die Drei von der Tankstelle) de Hans Wolff
- 1956 : Das Sonntagskind de Kurt Meisel
- 1956 : L'Espion de la dernière chance de Werner Klingler
- 1958 : Peter Foss, le voleur de millions (Peter Voss, der Millionendieb) de Wolfgang Becker
- 1959 : Dans les griffes du tigre de Arthur Maria Rabenalt
- 1959 : Des roses pour le procureur de Wolfgang Staudte
- 1961 : L'Affaire Nina B. de Robert Siodmak
- 1961 : Trois hommes dans un bateau (de) d'Helmut Weiss
- 1961 : L'Aventurière bien-aimée (de) d'Ákos Ráthonyi
- 1962 : La Chambre ardente de Julien Duvivier : Pierre Boissard
- 1963 : L'Opéra de quat'sous de Wolfgang Staudte
- 1963 : Le Lit conjugal (Una storia moderna: l'ape regina) de Marco Ferreri
- 1963 : Le Château Gripsholm (en) de Kurt Hoffmann
- 1963 : Le Grand Jeu de l'amour (Das große Liebesspiel) d'Alfred Weidenmann
- 1964 : La Chevauchée vers Santa Cruz de Rolf Olsen
- 1964 : Tonio Kröger de Rolf Thiele
- 1964 : Le Ranch de la vengeance de Rolf Olsen
- 1965 : DM-Killer de Rolf Thiele
- 1965 : Du suif dans l'Orient-Express d'Alfred Weidenmann
- 1966 : Le Carnaval des barbouzes (Gern hab’ ich die Frauen gekillt) de Alberto Cardone, Louis Soulanes, Sheldon Reynolds et Robert Lynn
- 1967 : Le Soleil des voyous de Jean Delannoy
- 1967 : Johnny Banco d'Yves Allégret
- 1968 : Un couple pas ordinaire (Ruba al prossimo tuo) de Francesco Maselli
- 1969 : Klassenkeile de Franz Josef Gottlieb
- 1969 : Les Contes de Grimm pour grandes personnes (Grimms Märchen von lüsternen Pärchen) de Rolf Thiele
- 1970 : Ces messieurs aux gilets blancs de Wolfgang Staudte
- 1970 : Die Feuerzangenbowle (de) d'Helmut Käutner
- 1973 : La Coccinelle et les cascadeurs (Ein Käfer auf Extratour) de Rudolf Zehetgruber
- 1974 : La Voiture la plus folle du monde (Das verrückteste Auto der Welt) de Rudolf Zehetgruber
- 1976 : Lady Dracula de Franz Josef Gottlieb
- 2009 : Dinosaurier de Leander Haußmann
- 2011 : Germaine Damar - Der tanzende Stern de Michael Wenk

## Décoration
- Chevalier de l'ordre du Mérite de la République fédérale d'Allemagne (2000)

## Prix
- 1960 : Prix du meilleur acteur décerné par le Deutscher Filmpreis pour son rôle dans Des roses pour le procureur de Wolfgang Staudte.
- 1975 : Le Hersfeld-Preis décerné à l'occasion du Festival de Bad Hersfeld.